# Lipiny (powiat de Siemiatycze)
Pour les articles homonymes, voir Lipiny.
Lipiny est un village de Pologne, situé dans la gmina de Dziadkowice, dans le powiat de Siemiatycze, dans la voïvodie de Podlachie à l'est de la Pologne.